# ويليام آرثر كونسيساو دوس سانتوس
ويليام آرثر كونسيساو دوس سانتوس (بالبرتغالية: William Arthur Conceição dos Santos‏) هو لاعب كرة قدم برازيلي في مركز الهجوم، ولد في 27 يوليو 1982 في ريو دي جانيرو في البرازيل. لعب مع أتلتيكو يوفنتوس وفيتوريا دي غيماريش وفيتوريا سيتوبال ونادي أولاريا أتلتيكو ونادي باسوش دي فيريرا ونادي بورتيمونينسي.

## وصلات خارجية
- ويليام آرثر كونسيساو دوس سانتوس على موقع قاعدة بيانات كرة القدم.إي يو (الإنجليزية)
- ويليام آرثر كونسيساو دوس سانتوس على موقع Soccerway.com (الإنجليزية)